# Cratere Ruysch
Ruysch  è un cratere sulla superficie di Mercurio.